# Athose
Athose korábbi község (település) Franciaországban, Doubs megyében. 2016. január 1-jén Chasnans, Hautepierre-le-Châtelet, Nods, Rantechaux és Vanclans községgel egyesült és Les Premiers Sapins új község része lett.
Lakosainak száma 206 fő (2018. január 1.). Athose Mouthier-Haute-Pierre, Aubonne és Hautepierre-le-Châtelet községekkel határos.

## Népesség
A település népességének változása:
| Lakosok száma | 173  | 152  | 129  | 122  | 120  | 158  | 173  | 181  | 207  | 206  |
|               | 1962 | 1968 | 1982 | 1990 | 1999 | 2008 | 2011 | 2013 | 2017 | 2018 |